# آبشار پانچقاق
آبشار پانچقاق (به انگلیسی: Panchghagh Falls) آبشاری است که در جارکند، هند واقع شده و ارتفاع کلی ریزشگاه آن ۱۹ متر است.